# Hieronymus Kleinhans
Hieronymus (Jérôme) Kleinhans (* 18. Januar 1754 Wolfhagen; † 20. März 1841 ebenda) war ein Advokat, Notar, Bürgermeister und Abgeordneter.

## Leben
Kleinhans war der Sohn des Hospitalprovisors und Akziseschreibers Johannes Kleinhans. Er heiratete am 1. Februar 1795 Christine Henriette Köhler, die Tochter des Metropolitan Johann Christian Köhler.
Kleinhans war Advokat in Wolfhagen. Im Königreich Westphalen wurde er Kantonsnotar. Nach dem Ende des Königreichs Westphalen war er von 1814 bis 1819 Bürgermeister von Wolfhagen. 1815/1816 war er Mitglied des Landtages des Kurfürstentums Hessen-Kassel für die Wolfhagen und die Städte des Diemelstroms. 1830 war er auch Mitglied der ersten Kurhessische Ständeversammlung für die Städte des Diemelstroms.